# Dropbox
Dropbox – usługa świadczona przez Dropbox, Inc. polegająca na udostępnieniu przestrzeni dyskowej na serwerach tej firmy. Wysyłanie, przeglądanie i pobieranie danych jest możliwe poprzez przeglądarkę internetową lub poprzez dedykowaną aplikację zainstalowaną na komputerze. W wersji darmowej dostępne jest 2 GB miejsca na serwerach, a zwiększenie tej przestrzeni wymaga uiszczenia cyklicznej opłaty (jednak korzystając z różnych ofert można powiększyć swoją przestrzeń dyskową za darmo – zaproszenie nowego użytkownika, instalacja oficjalnej aplikacji etc.). Zapraszając nowych użytkowników można zwiększyć przestrzeń dyskową maksymalnie o 16 GB.
Dropbox używany jest głównie do przechowywania kopii zapasowych i synchronizowania plików między komputerami, choć istnieją też mniej standardowe sposoby użycia, np. synchronizacja haseł.
Dropbox był wielokrotnie wyróżniany przez prasę, m.in. The Economist, The New York Times, PC Magazine i The Washington Post, podkreślano jego funkcjonalność i prostotę użycia. Otrzymał też kilka nagród, m.in. Crunchie Award (2009) za najlepszą aplikację internetową, nagrodę miesięcznika Macworld (2009), był też nominowany do: 2010 Webby Award i 2010 Mac Design Awards (przez portal Ars Technica).